# Khu bảo tồn động vật hoang dã Gulmarg
Khu bảo tồn động vật hoang dã Gulmarg (Gulmarg Wildlife Sanctuary) trải rộng trên 180 kilômét vuông (69 dặm vuông Anh) là một khu bảo tồn ở quận Baramulla của Jammu và Kashmir, Ấn Độ. Khu bảo tồn này nằm ở sườn đông bắc của dãy núi Pir Panjal và thuộc Vùng địa lý sinh học 2A ở phía tây bắc. Khu bảo tồn này cách Srinagar 50 kilômét (31 mi) về phía tây nam và cách Baramulla 26 kilômét (16 mi). Khu bảo tồn này lần đầu tiên được tuyên bố là khu cấm săn bắn vào năm 1981 và sau đó được nâng cấp thành khu bảo tồn vào năm 1987.

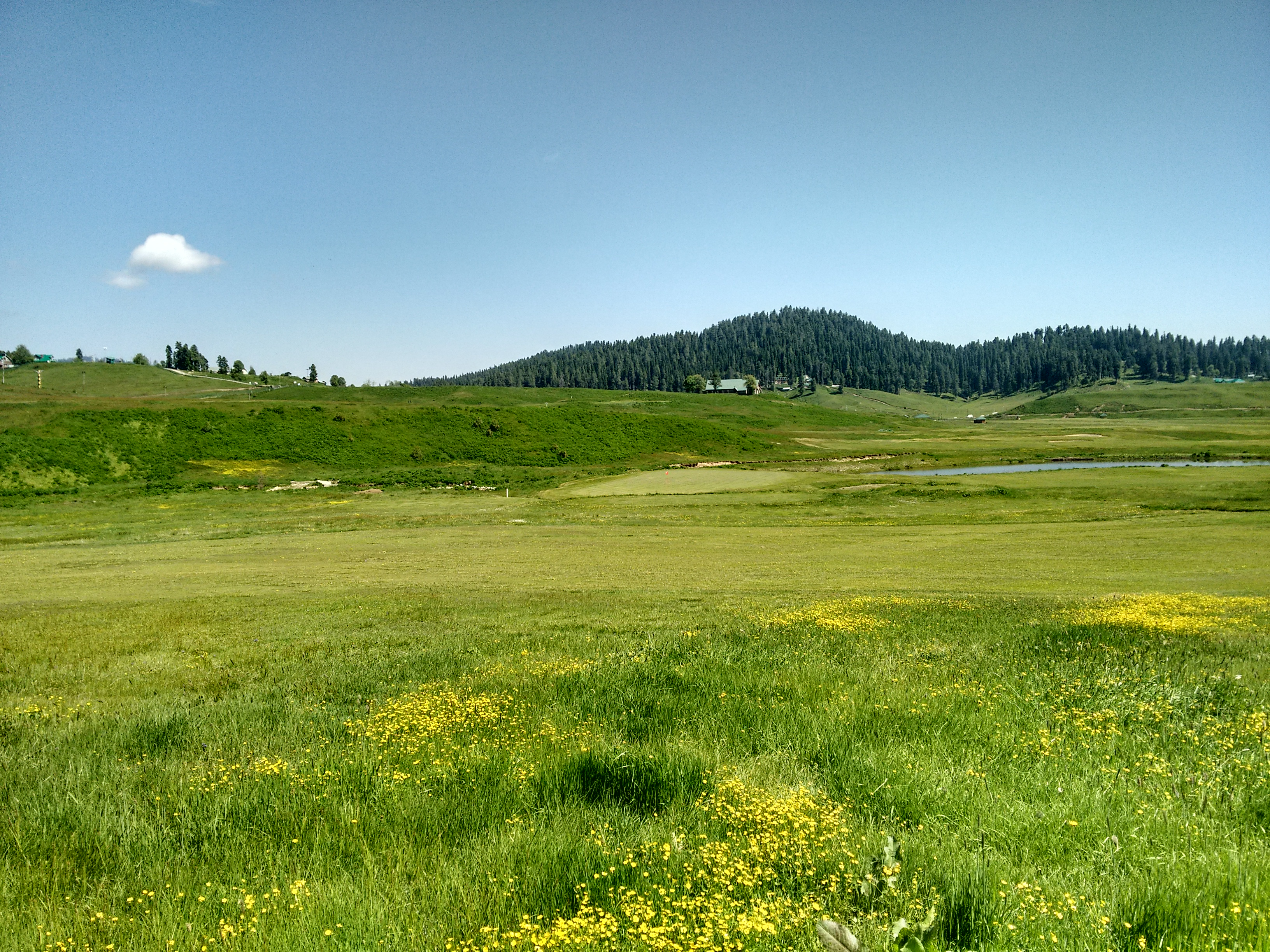
Sân golf Gulmarg